# Right to Remain Violent
Right to Remain Violent è un EP dei Murderdolls, pubblicato nel 2002 da Roadrunner Records.
Il disco ha anticipato l'uscita del loro album di debutto Beyond the Valley of the Murderdolls.

## Tracce
1. Dead in Hollywood – 2:49
2. Twist My Sister – 2:06
3. Let's Go to War – 3:23

## Formazione
- Wednesday 13 - voce, basso
- Joey Jordison - chitarra, basso, batteria
- Tripp Eisen - chitarra